# Medroksiprogesteron
Medroksiprogesteron ((6 alfa)-17-hidroksi-6-metilpregn-4-en-3,20-dion) je sintetički progestinski hormon koji se koristi u veterinarskoj praksi za regulaciju polnog ciklusa ženki.

## Spoljašnje veze
|  | Molimo Vas, obratite pažnju na važno upozorenje u vezi sa temama iz oblasti medicine (zdravlja). |